# UEFA EURO 2016予選・グループA

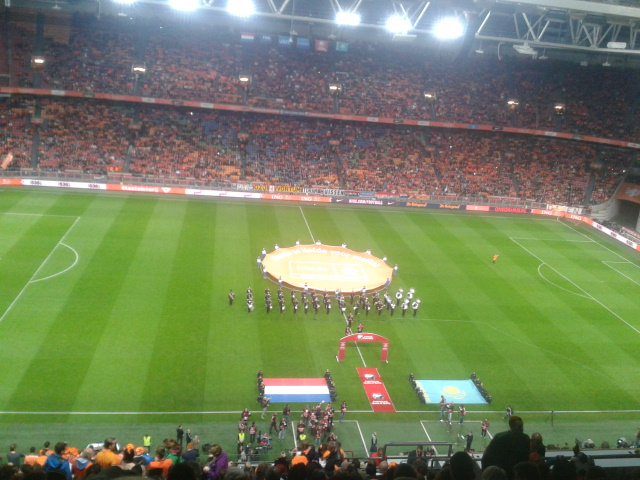
2014年10月10日に行われた、オランダ対カザフスタン戦の試合開始前の様子

このページは、UEFA EURO 2016予選のグループAの結果をまとめたものである。このグループは、オランダ、チェコ、トルコ、ラトビア、アイスランド、カザフスタンの6か国からなる。
1位および2位チームはそのままUEFA EURO 2016本大会出場が決まる。3位の9か国のうち成績が最も上位の国も予選を通過。残る3位の8か国が2か国ずつ4組に分かれホーム・アンド・アウェーでのプレーオフを行い、勝利した4か国が予選を通過する。

## 順位表
| チーム       | 試 | 勝 | 分 | 敗 | 得 | 失 | 差  | 点 |
| ------------ | -- | -- | -- | -- | -- | -- | --- | -- |
| チェコ       | 10 | 7  | 1  | 2  | 19 | 14 | +5  | 22 |
| アイスランド | 10 | 6  | 2  | 2  | 17 | 6  | +11 | 20 |
| トルコ       | 10 | 5  | 3  | 2  | 14 | 9  | +5  | 18 |
| オランダ     | 10 | 4  | 1  | 5  | 17 | 14 | +3  | 13 |
| カザフスタン | 10 | 1  | 2  | 7  | 7  | 18 | −11 | 5  |
| ラトビア     | 10 | 0  | 5  | 5  | 6  | 19 | −13 | 5  |

| チーム  | チーム       | AWAY       | AWAY             | AWAY       | AWAY         | AWAY             | AWAY         |
| チーム  | チーム       | チェコの旗 | アイスランドの旗 | トルコの旗 | オランダの旗 | カザフスタンの旗 | ラトビアの旗 |
| ------- | ------------ | ---------- | ---------------- | ---------- | ------------ | ---------------- | ------------ |
| H O M E | チェコ       | X          | 2 - 1            | 0 - 2      | 2 - 1        | 2 - 1            | 1 - 1        |
| H O M E | アイスランド | 2 - 1      | X                | 3 - 0      | 2 - 0        | 0 - 0            | 2 - 2        |
| H O M E | トルコ       | 1 - 2      | 1 - 0            | X          | 3 - 0        | 3 - 1            | 1 - 1        |
| H O M E | オランダ     | 2 - 3      | 0 - 1            | 1 - 1      | X            | 3 - 1            | 6 - 0        |
| H O M E | カザフスタン | 2 - 4      | 0 - 3            | 0 - 1      | 1 - 2        | X                | 0 - 0        |
| H O M E | ラトビア     | 1 - 2      | 0 - 3            | 1 - 1      | 0 - 2        | 0 - 1            | X            |

## 競技日程と結果
競技日程は、2014年2月23日に行われた予選組み合わせ抽選会で決定された。
| 2014年9月9日 23:00 (UTC+6) |

| カザフスタン | 0 - 0    | ラトビア |
|              | レポート |          |

| アスタナ・アリーナ（アスタナ） 観客数: 10,200人 主審: イヴァン・クルジュリャク |

| 2014年9月9日 20:45 (UTC+2) |

| チェコ                          | 2 - 1    | オランダ        |
| ドチカル 22分 · ピラシュ 90+1分 | レポート | デ・フライ 55分 |

| ゼネラリアレーナ（プラハ） 観客数: 17,946人 主審: ジャンルカ・ロッキ |

| 2014年9月9日 18:45 (UTC+0) |

| アイスランド                                                    | 3 - 0    | トルコ |
| ベズヴァルソン 19分 · G.シグルズソン 76分 · シグソールソン 77分 | レポート |        |

| ラウガルタルスヴェルル（レイキャヴィーク） 観客数: 8,811人 主審: イヴァン・ベベク |

| 2014年10月10日 21:45 (UTC+3) |

| ラトビア | 0 - 3    | アイスランド                                              |
|          | レポート | G.シグルズソン 66分 · グンナルソン 70分 · ギスラソン 90分 |

| スコント・スタディオン（リガ） 観客数: 6,354人 主審: ロベルト・シェルゲンホーファー |

| 2014年10月10日 20:45 (UTC+2) |

| オランダ                                                         | 3 - 1    | カザフスタン      |
| フンテラール 62分 · アフェレイ 82分 · ファン・ペルシ 89分 (pen.) | レポート | アブドゥリン 17分 |

| アムステルダム・アレナ（アムステルダム） 観客数: 45,000人 主審: マテイ・ユグ |

| 2014年10月10日 21:45 (UTC+3) |

| トルコ     | 1 - 2    | チェコ                        |
| ブルト 8分 | レポート | シヴォク 15分 · ドチカル 58分 |

| シュクリュ・サラジオウル・スタジアム（イスタンブール） 観客数: 25,000人 主審: ヨナス・エリクソン |

| 2014年10月13日 23:00 (UTC+6) |

| カザフスタン                | 2 - 4    | チェコ                                                          |
| ログヴィネンコ 84分, 90+1分 | レポート | ドチカル 13分 · ラファタ 44分 · クレイチー 56分 · ネツィド 88分 |

| アスタナ・アリーナ（アスタナ） 観客数: 24,000人 主審: マッティアス・ゲストラニウス |

| 2014年10月13日 18:45 (UTC+0) |

| アイスランド                     | 2 - 0    | オランダ |
| G.シグルズソン 10分 (pen.), 42分 | レポート |          |

| ラウガルタルスヴェルル（レイキャヴィーク） 観客数: 10,000人 主審: カルロス・ベラスコ・カルバージョ |

| 2014年10月13日 21:45 (UTC+3) |

| ラトビア             | 1 - 1    | トルコ    |
| シャバラ 54分 (pen.) | レポート | クサ 47分 |

| スコント・スタディオン（リガ） 観客数: 6,432人 主審: ロバート・マデン |

| 2014年11月16日 18:00 (UTC+1) |

| オランダ                                                                           | 6 - 0    | ラトビア |
| ファン・ペルシー 6分 · ロッベン 35分, 82分 · フンテラール 42分, 89分 · ブルマ 78分 | レポート |          |

| アムステルダム・アレナ（アムステルダム） 観客数: 47,500人 主審: リラン・リアニー |

| 2014年11月16日 20:45 (UTC+1) |

| チェコ                                           | 2 - 1    | アイスランド       |
| カデジャーベク 45+1分 · ハルドーソン 61分 (o.g.) | レポート | R.シグルズソン 9分 |

| トゥサン・アレナ（プルゼニ） 観客数: 11,354人 主審: ヴォルフガング・スターク |

| 2014年11月16日 21:45 (UTC+2) |

| トルコ                                   | 3 - 1    | カザフスタン         |
| ユルマズ 26分 (pen.), 29分 · アジズ 83分 | レポート | スマコフ 87分 (pen.) |

| チュルク・テレコム・アレナ（イスタンブール） 観客数: 27,547人 主審: アレクセイ・エスコフ |

| 2015年3月28日 21:00 (UTC+6) |

| カザフスタン | 0 - 3    | アイスランド                                  |
|              | レポート | グジョンセン 20分 · ビャルナソン 32分, 90+1分 |

| アスタナ・アリーナ（アスタナ） 観客数: 13,182人 主審: アナスタシオス・シディロプロス |

| 2015年3月28日 18:00 (UTC+1) |

| チェコ        | 1 - 1    | ラトビア            |
| ピラシュ 90分 | レポート | ヴィスナコフス 30分 |

| スタディオン・エデン（プラハ） 観客数: 13,722人 主審: ハビエル・エストラダ・フェルナンデス |

| 2015年3月28日 20:45 (UTC+1) |

| オランダ            | 1 - 1    | トルコ        |
| フンテラール 90+2分 | レポート | ユルマズ 37分 |

| アムステルダム・アレナ（アムステルダム） 観客数: 49,500人 主審: フェリックス・ブリヒ |

| 2015年6月12日 22:00 (UTC+6) |

| カザフスタン | 0 - 1    | トルコ        |
|              | レポート | トゥラン 83分 |

| セントラル・スタジアム（アルマトイ） 観客数: 25,125人 主審: マイケル・オリヴァー |

| 2015年6月12日 18:45 (UTC+0) |

| アイスランド                            | 2 - 1    | チェコ        |
| グンナルソン 60分 · シグソールソン 76分 | レポート | ドチカル 55分 |

| ラウガルタルスヴェルル（レイキャヴィーク） 観客数: 9,767人 主審: ウィリアム・コラム |

| 2015年6月12日 21:45 (UTC+3) |

| ラトビア | 0 - 2    | オランダ                            |
|          | レポート | ワイナルドゥム 67分 · ナルシン 71分 |

| スコント・スタディオン（リガ） 観客数: 8,067人 主審: スヴェイン・オッドヴァル・モエン |

| 2015年9月3日 20:45 (UTC+2) |

| チェコ              | 2 - 1    | カザフスタン        |
| シュコダ 74分, 86分 | レポート | ログヴィネンコ 21分 |

| トゥサン・アレナ（プルゼニ） 観客数: 10,572人 主審: マルティン・ストレムベリソン |

| 2015年9月3日 20:45 (UTC+2) |

| オランダ | 0 - 1    | アイスランド               |
|          | レポート | G.シグルズソン 51分 (pen.) |

| アムステルダム・アレナ（アムステルダム） 観客数: 50,275人 主審: ミロラド・マジッチ |

| 2015年9月3日 21:45 (UTC+3) |

| トルコ      | 1 - 1    | ラトビア        |
| イナン 77分 | レポート | シャバラ 90+1分 |

| トルク・アレナ（コンヤ） 観客数: 35,900人 主審: ステファン・ヨハネソン |

| 2015年9月6日 18:00 (UTC+3) |

| ラトビア        | 1 - 2    | チェコ                            |
| ジュジンス 73分 | レポート | リンベルスキー 13分 · ダリダ 25分 |

| スコント・スタディオン（リガ） 観客数: 7,913人 主審: デニス・アイテキン |

| 2015年9月6日 19:00 (UTC+3) |

| トルコ                                         | 3 - 0    | オランダ |
| オジャクプ 8分 · トゥラン 26分 · ユルマズ 86分 | レポート |          |

| トルク・アレナ（コンヤ） 観客数: 41,007人 主審: アントニオ・マテウ・ラオス |

| 2015年9月6日 18:45 (UTC+0) |

| アイスランド | 0 - 0    | カザフスタン |
|              | レポート |              |

| ラウガルタルスヴェルル（レイキャヴィーク） 観客数: 9,767人 主審: イェフヘン・アラノフスキー |

| 2015年10月10日 16:00 (UTC+0) |

| アイスランド                             | 2 - 2    | ラトビア                    |
| シグソールソン 5分 · G.シグルズソン 27分 | レポート | カウナ 49分 · シャバラ 68分 |

| ラウガルタルスヴェルル（レイキャヴィーク） 観客数: 9,767人 主審: アレクセイ・エスコフ |

| 2015年10月10日 23:00 (UTC+6) |

| カザフスタン  | 1 - 2    | オランダ                              |
| クアト 90+6分 | レポート | ワイナルドゥム 33分 · スナイデル 50分 |

| アスタナ・アリーナ（アスタナ） 観客数: 20,716人 主審: クレマン・トゥルパン |

| 2015年10月10日 20:45 (UTC+2) |

| チェコ | 0 - 2    | トルコ                                   |
|        | レポート | イナン 62分 (pen.) · チャルハノール 80分 |

| ゼネラリアレーナ（プラハ） 観客数: 17,190人 主審: マーティン・アトキンソン |

| 2015年10月13日 21:45 (UTC+3) |

| ラトビア | 0 - 1    | カザフスタン |
|          | レポート | クアト 65分  |

| スコント・スタディオン（リガ） 観客数: 7,027人 主審: スティーヴン・マクリーン |

| 2015年10月13日 20:45 (UTC+2) |

| オランダ                                | 2 - 3    | チェコ                                                           |
| フンテラール 70分 · ファン・ペルシ 83分 | レポート | カデジャーベク 24分 · シュラル 35分 · ファン・ペルシ 66分 (o.g.) |

| アムステルダム・アレナ（アムステルダム） 観客数: 48,000人 主審: ダミール・スコミナ |

| 2015年10月13日 21:45 (UTC+3) |

| トルコ      | 1 - 0    | アイスランド |
| イナン 89分 | レポート |              |

| コンヤ・ビュユクシェヒル・スタデュム（コンヤ） 観客数: 39,404人 主審: ジャンルカ・ロッキ |